# Günter Kutowski
Günter Kutowski (Paderborn, 2 agosto 1965) è un ex calciatore tedesco, di ruolo difensore.

## Palmarès

### Competizioni nazionali
- Campionato tedesco: 2

Borussia Dortmund: 1994-1995, 1995-1996
- Coppa di Germania: 1

Borussia Dortmund: 1988-1989
- Supercoppa di Germania: 2

Borussia Dortmund: 1989, 1996